# 安部信享
もしかして
- 安部信亨

ではありませんか？